# Francesco Villa
Francesco Villa (Milão, Itália, em 1801 - 1884) foi um contador e professor de contabilidade italiano.
Fez parte da Escola Lombarda de Contabilidade. É considerado um precursor do uso da Contabilidade como fonte de informação gerencial, não considerando aquela uma simples coleção de cifras, mas uma ciência, com princípios semelhantes aos da Economia e Administração.